# Gasshuku
Gasshuku (jap. 合宿, wörtlich: „gemeinsame Unterkunft“, auch „Freizeitkurse“) bezeichnet in Japan die Praxis gemeinsamen Lernens, Studierens oder Übens mit einem bestimmten vorgegebenen Zweck oder Ziel, wobei sich Gruppen Gleichgesinnter bilden, die sich eigens hierzu an bestimmten außerschulischen Orten dafür zu einer begrenzten Zeit zusammenfinden. Diese Praxis gemeinsamen Lernens wurzelt im konfuzianistischen Bildungsideal. Der Grundgedanke ist, das Gemeinschaftsgefühl zu stärken, indem man voneinander lernt, wobei idealerweise der „Bessere“ den „Schlechteren“ unterstützt. Ausschlaggebend ist dabei nicht die individuelle Begabung, sondern die „aufrichtige Anstrengung“, die der Einzelne aufbringt. Das Gasshuku ist damit Bestandteil und Ausprägung der japanischen „Bildungsgesellschaft“ (学歴社会, Gakureki shakai).

## Ziele gemeinsamen Lernens
- Bildung von Arbeitszirkeln und Klubs in Schulen und Unternehmen zur Verstärkung systematischer und kooperativer Zusammenarbeit.
- Die Wissensweitergabe zwischen den Angestellten von Firmen oder öffentlichen Einrichtungen bspw. der Gemeinde nach dem Kōhai-Sempai-Prinzip.[Anm. 1]
- Gemeinsames Pauken in Vorbereitungsschulen, Juku oder Yobikō, die Nachhilfe anbieten oder auf die Aufnahmeprüfung an einer Universität vorbereiten.
- Gemeinsames Lernen für die Führerscheinprüfung.
- Gemeinsame Planung und Entwicklung neuer Produkte in Firmen und Unternehmen.

## Unterkünfte
Für das Gasshuku werden meist Unterkünfte genutzt, die außerschulisch und nicht privat, d. h. etwa private Wohnräume der Teilnehmer sind:
- sogenannte Seminar-Häuser (セミナーハウス, Seminā hausu)
- Hotels
- Minshuku

## Spezielle Formen des Gasshuku
- „Gemeinsame Software-Entwicklung“ (開発合宿, Kaihatsu Gasshuku)[Anm. 2] – findet zumeist in Hotels oder Ryokans mit Onsen statt.
- „Sommerschule im Wald“ (林間学校, Rinkan Gakkō) bzw. „Sommerschule am Meer“ (臨海学校, Rinkai Gakkō) – Schulausflüge in der Grund- und Mittelschule, in der Regel zwischen Frühling und Herbst. Ergänzung des Lehrplans durch gemeinsame Aktivitäten zur Stärkung des Gemeinschaftsgefühls, wie Wandern, Lagerfeuer, gemeinsame Essenszubereitung etc. Zugleich werden damit soziale Formen des Umgangs miteinander erlernt und eingeübt.
- Trainingslager für sportliche Aktivitäten, bspw. bei den Kampfsportarten.